# 河州 (甘粛省)
河州（かしゅう）は、中国にかつて存在した州。五胡十六国時代から民国初年にかけて、現在の甘粛省臨夏回族自治州一帯に設置された。

## 魏晋南北朝時代
前涼により涼州の興晋郡・金城郡・武始郡・南安郡・永晋郡・大夏郡・武成郡・漢中郡の8郡を分割して河州が置かれた。河州刺史は枹罕に駐屯した。
445年（太平真君6年）、北魏により枹罕鎮が置かれた。445年（太和16年）、枹罕鎮は河州と改められた。河州は金城郡・武始郡・洪和郡・臨洮郡の4郡11県を管轄した。

## 隋代
隋初には、河州は1郡3県を管轄した。583年（開皇3年）、隋が郡制を廃すると、河州の属郡の枹罕郡は廃止された。605年（大業元年）、岷州より水池県が移管された。607年（大業3年）に州が廃止されて郡が置かれると、河州は枹罕郡と改称され、下部に4県を管轄した。隋代の行政区分に関しては下表を参照。
| 隋代の行政区画変遷 | 隋代の行政区画変遷   | 隋代の行政区画変遷 | 隋代の行政区画変遷 | 隋代の行政区画変遷          |
| 区分               | 開皇元年             | 開皇元年           | 区分               | 大業3年                     |
| ------------------ | -------------------- | ------------------ | ------------------ | --------------------------- |
| 州                 | 河州                 | 岷州               | 郡                 | 枹罕郡                      |
| 郡                 | 枹罕郡               | 同和郡             | 県                 | 枹罕県 大夏県 竜支県 水池県 |
| 県                 | 枹罕県 大夏県 竜支県 | 水池県             | 県                 | 枹罕県 大夏県 竜支県 水池県 |

## 唐代
619年（武徳2年）、唐が李軌を平定すると、枹罕郡は河州と改められた。742年（天宝元年）、河州は安郷郡と改称された。758年（乾元元年）、安郷郡は河州の称にもどされた。河州は隴右道に属し、枹罕・大夏・鳳林の3県を管轄した。

## 宋代
北宋のとき、河州は秦鳳路に属し、寧河県と定羌城と南川砦と東谷・閻精・西原・北河の4堡と通会関を管轄した。
金のとき、河州は臨洮路に属し、枹罕・寧河の2県と安郷関と南川寨・通会関・定羌城と積慶鎮を管轄した。

## 元代
元のとき、河州は河州路に昇格した。河州路は陝西等処行中書省に属し、定羌・寧河・安郷の3県を管轄した。

## 明代以降
1371年（洪武4年）、明により河州路は河州衛と改められた。1373年（洪武6年）、河州府が置かれた。1377年（洪武10年）、河州衛は左右に分けられた。1379年（洪武12年）、河州府は廃止され、河州左衛が洮州衛に改められ、河州右衛が軍民指揮使司とされた。1473年（成化9年）、河州が置かれ、臨洮府に属した。軍民指揮使司が河州衛と改められた。
1738年（乾隆3年）、清により臨洮府は蘭州府と改称されたが、河州は蘭州府に属し、属県を持たない散州となった。
1912年、中華民国により河州は廃止され、導河県と改められた。